# 格魯布西克
50°11′14″N 29°15′33″E / 50.18722°N 29.25917°E
格魯布西克（烏克蘭語：Грубське）是烏克蘭北部的村莊，隸屬日托米爾州的日托米爾區。該村面積1.05平方公里，海拔高度189米，2001年人口131，人口密度每平方公里125.12人。